# Curral da Pedra
O Curral da Pedra é uma localidade portuguesa da freguesia da Piedade, concelho da Lajes do Pico, ilha do Pico, arquipélago dos Açores.